# San Pedro Huixquilico
El ejido de San Pedro Huitzquilico, se encuentra situado al sureste de la Huasteca Potosina al pie de la Sierra Madre Occidental, este ejido es una comunidad indígena náhuatl, la cual está situada 15 kilómetros al norte de la cabecera municipal de Xilitla,  en el Estado de San Luis Potosí.
El ejido de San Pedro Huitzquilico, consta de once barrios, los cuales son: la Escuela Centro, Agua de Cuayo, Agua Fierro, Cerro Quemado, Joya del Agua, La Ceiba, La Cueva, La laguna, La Palma, Quirambaro, San José y San Pedro Huitzquilico, en todas el porcentaje de población hablante de lengua Náhuatl rebasa el 90%.
El nombre lo adquiere como consecuencia de la llegada de misioneros católicos que traían cargando una caja de madera sobre la cual se postraba una imagen llamada “San Pedro Apóstol”, con la cual andaban de casa en casa con música de chirimilla y tambor de madera recaudando fondos. Posteriormente se añadió al nombre la palabra “Huitzquilico”, que tiene su significado en lengua náhuatl de: Huitz, flores y quilico, quelites, es decir, lugar de las flores y quelites.